# 西槽头乡
西槽头乡，是中华人民共和国山西省吕梁市文水县下辖的一个乡镇级行政单位。

## 行政区划
西槽头乡下辖以下地区：
西槽头村、东槽头村、百金堡村、裴会村、王家社村、闫家社村、狄家社村和尹家社村。